# ستيفن دان (مخرج)
ستيفن دان هو كاتب سيناريو ومنتج أفلام ومخرج كندي، ولد في 18 يناير 1989 في سانت جونز في كندا.

## وصلات خارجية
- ستيفن دان على موقع IMDb (الإنجليزية)
- ستيفن دان على موقع ألو سيني (الفرنسية)
- ستيفن دان على موقع قاعدة بيانات الفيلم (الإنجليزية)